# Михайлівська церква (Летичів)

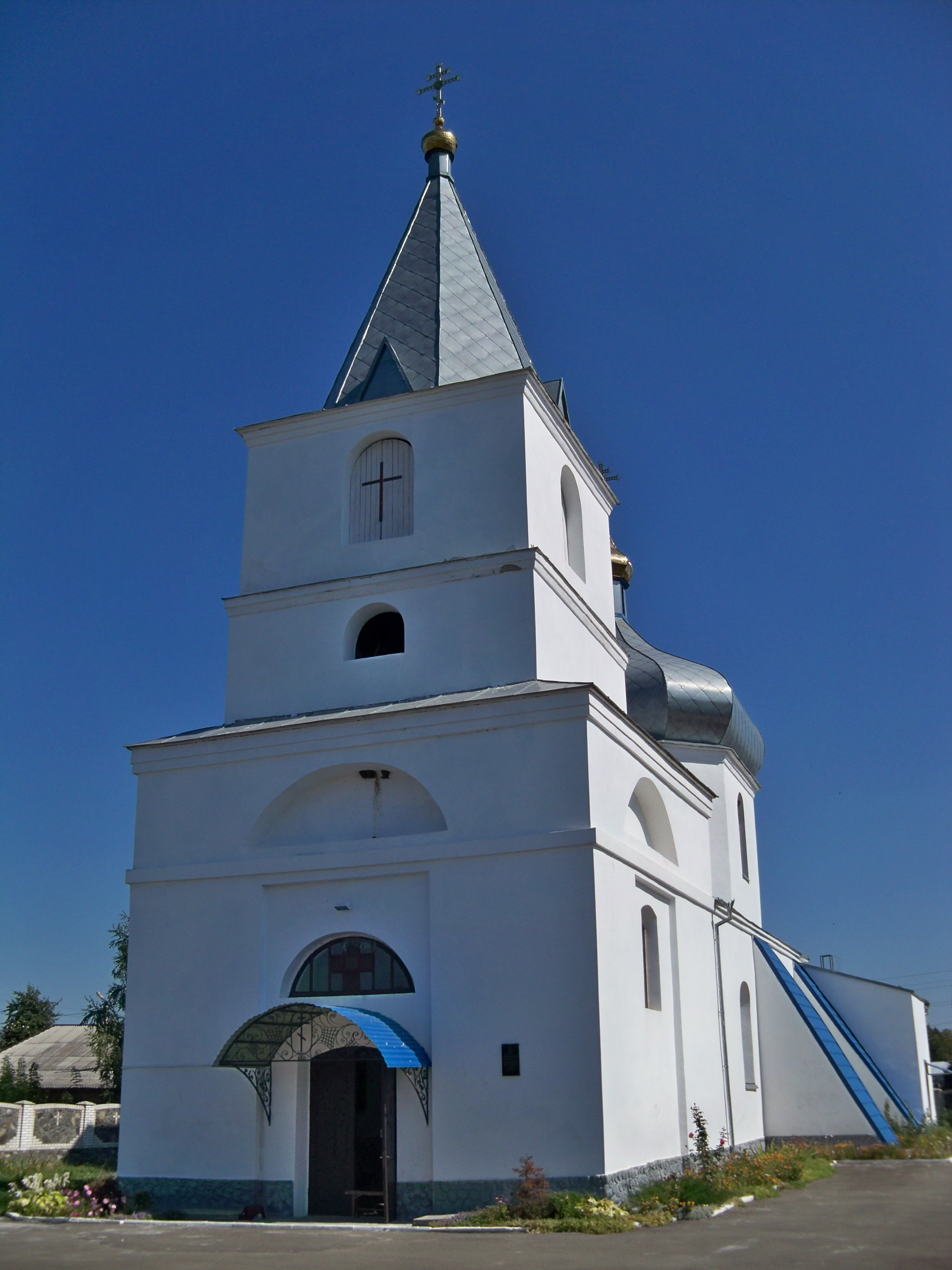

Михайлівська церква — двоповерховий православний міський мурований храм оборонного типу. Ким і коли побудована — достеменно невідомо. Припускають[хто?], що будування почалось у XV—XVI столітті[джерело?]

## Історичні відомості

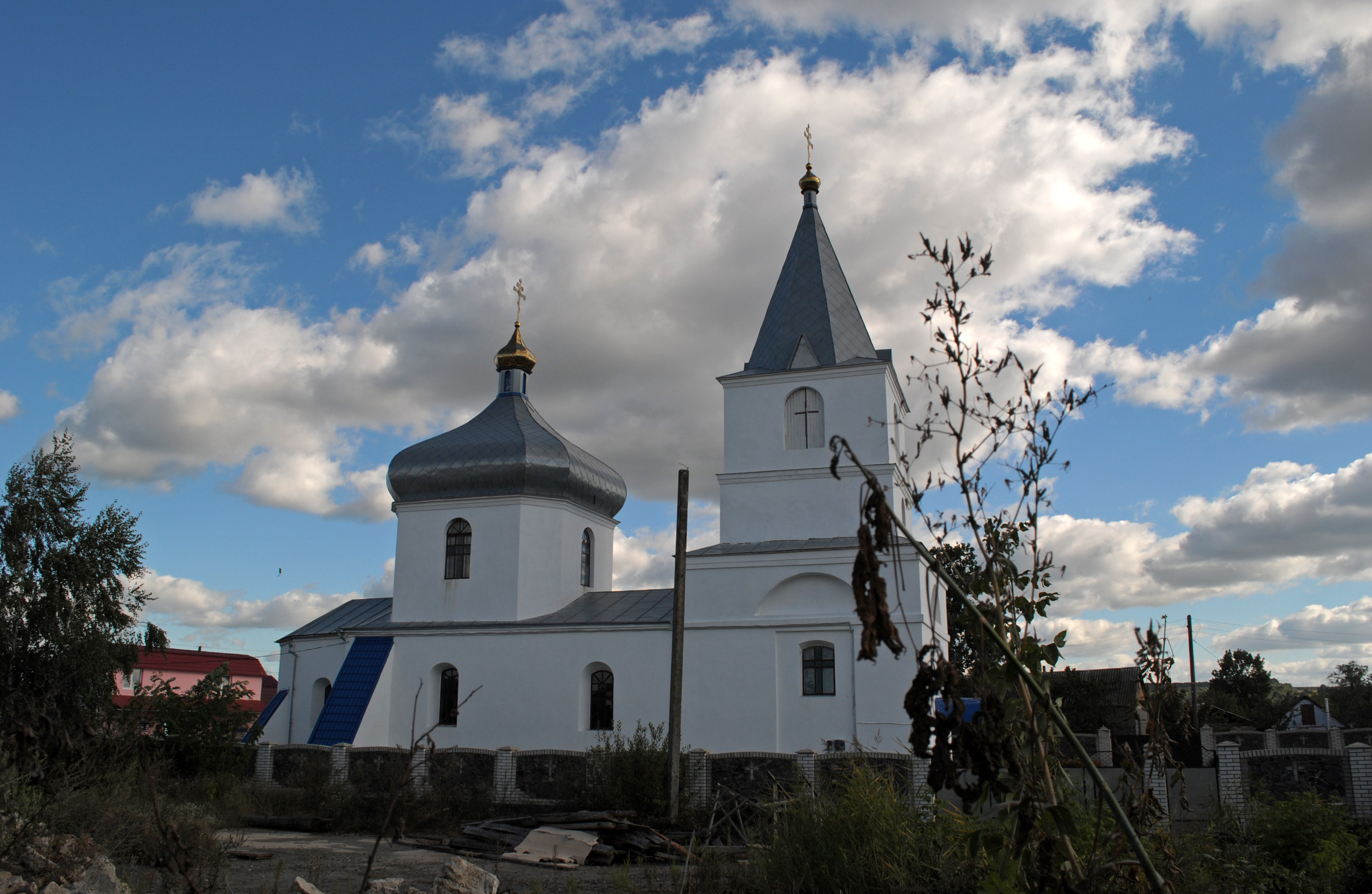
Михайлівська церква. Верхи (неавтентичні), поставлені в «московському стилі»

Відомо, що храм перебудований 1836 року. До цього у церкви було три дерев'яні куполи, після — на їхньому місці збудовано один камінний.
У 30-ті роки XX століття храм був закритий. Доля церковного майна невідома. З тих часів церква довгий час була у спустошеному вигляді, а його приміщенням користувались різні організації.
Сьогодні Святий Михайлівський храм відбудовано та відреставровано, систематично здійснюється богослужіння.